# Ulrike Maier
Ulrike Maier (conocida como Ulli Maier; Rauris, 22 de octubre de 1967-Murnau am Staffelsee, 29 de enero de 1994) fue una deportista austríaca que compitió en esquí alpino; dos veces campeona mundial.

## Trayectoria
Ganó tres medallas en el Campeonato Mundial de Esquí Alpino, en los años 1989 y 1991. En la Copa del Mundo consiguió cinco victorias y veinte podios en total.
Participó en dos Juegos Olímpicos de Invierno, ocupando el sexto lugar en Calgary 1988 y el cuarto en Albertville 1992, en la prueba de eslalon gigante.
Fue nombrada «Deportista femenina del año» en su país en 1989. El 29 de enero de 1994 sufrió una caída mientras disputaba una prueba de la Copa del Mundo en Garmisch-Partenkirchen, fracturándose el cuello. Fue trasladada de urgencia a un hospital de la localidad de Murnau, donde falleció con tan solo 26 años.

## Palmarés internacional
| Campeonato Mundial | Campeonato Mundial             | Campeonato Mundial | Campeonato Mundial |
| Año                | Lugar                          | Medalla            | Prueba             |
| ------------------ | ------------------------------ | ------------------ | ------------------ |
| 1989               | Vail (Estados Unidos)          | Medalla de oro     | Supergigante       |
| 1991               | Saalbach-Hinterglemm (Austria) | Medalla de oro     | Supergigante       |
| 1991               | Saalbach-Hinterglemm (Austria) | Medalla de plata   | Eslalon gigante    |